# پودسوسنوو
پودسوسنوو (به لاتین: Podsosnovo) یک منطقهٔ مسکونی در روسیه است که در سرزمین آلتای واقع شده‌است.